# Stenodyneriellus celebensis
Stenodyneriellus celebensis är en stekelart som beskrevs av Giordani Soika 1995. Stenodyneriellus celebensis ingår i släktet Stenodyneriellus och familjen Eumenidae. Inga underarter finns listade i Catalogue of Life.